# (10381) Malinsmith
(10381) Malinsmith (1996 RB) – planetoida z pasa głównego asteroid okrążająca Słońce w ciągu 4,9 lat w średniej odległości 2,88 j.a. Odkryta 3 września 1996 roku.